# Cuentos y leyendas de Honduras (película)
Cuentos y Leyendas de Honduras es un largometraje de folklore hondureño basado en el libro de relatos Cuentos y leyendas de Honduras de Jorge Montenegro, dirigida por Javier Suazo Mejía y Rony Alvarenga, bajo la dirección ejecutiva de Luis Morán. Se estrenó en Tegucigalpa el 23 de octubre del 2014, posteriormente fue exhibida en otros países centroamericanos.  
La película está compuesta por cuatro cortometrajes de las reconocidas fábulas: “El cadejo”, “La sucia”, “La fiesta de ánimas” y “La taconuda” cabe resaltar que la esencia de estas historias sigue siendo la misma.  
La producción tuvo un costo aproximado 150 mil dólares (3 millones de lempiras), en ella participaron 120 actores y actrices. Se rodó durante 45 días en diferentes locaciones del país.